# Que Sí Que No
«Que Sí Que No» es una canción del cantante mexicano Christian Chávez en colaboración con la drag queen brasileña Grag Queen. Se lanzó el 17 de junio de 2022 a través de Warner Music México. Se trata de una canción de ritmo rápido, perteneciente a los géneros de pop latino.

## Antecedentes y lanzamiento
La promoción del sencillo comenzó con publicaciones de Christian Chávez y Grag Queen en las redes sociales anunciando el próximo sencillo titulado «Que Sí Que No». Esta canción se destacó por ser el primer sencillo en español que lanzó Grag Queen en su carrera. «Que Sí Que No» se lanzó para descarga digital y streaming el 17 de junio de 2022.

## Historial de lanzamiento
| Región | Fecha               | Formato(s)                  | Discográfica | Ref   |
| ------ | ------------------- | --------------------------- | ------------ | ----- |
| Varios | 17 de junio de 2022 | Descarga digital, streaming | Warner Music | [ 7 ] |